# Mémoire étendue

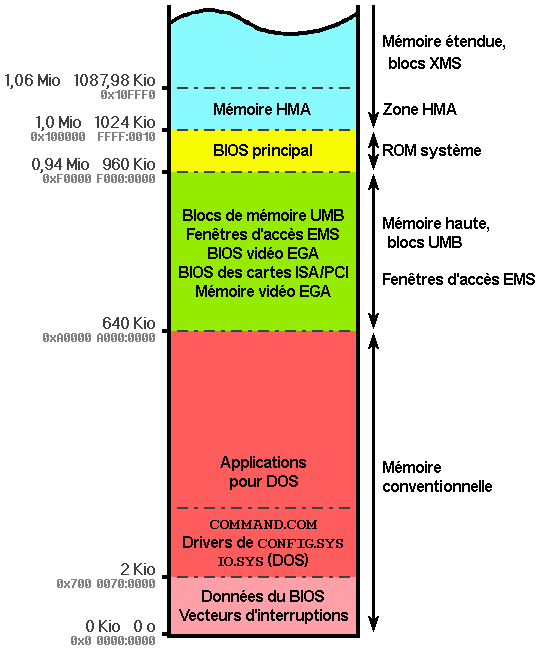
Organisation de la mémoire dans un PC

La mémoire étendue se rapporte aux adresses de mémoire vive au-delà du premier mégaoctet pour les compatibles PCs équipés d'un processeur 80286 ou postérieur. Cette mémoire n'est accessible qu'en basculant le processeur x86 en mode protégé (sinon le processeur n'est capable d'accéder qu'à 1 Mio d'adresses mémoire). C'est par exemple le cas lorsque le driver EMM386.EXE a été chargé.
À cause d'un bug d'implémentation, en mode 8086 virtuel le processeur est quand même capable d'accéder aux premiers 64 kio de la mémoire étendue, ce bug a été largement exploité pour accéder à une zone qui a été nommée HMA (abréviation de high memory area en anglais). MS-DOS à partir de la version 5.0 pouvait s'installer en HMA libérant du même coup plus de mémoire pour les applications.
Le reste de la mémoire étendue (jusqu'à environ 2 Gio) est accessible via plusieurs mécanismes (INT 15h fonction 88h, INT 2Fh fonction 4310h, ...) ces méthodes coopératives de gestion ont souvent été la source de conflits entre programmes pouvant aller jusqu'au plantage complet de la machine.
Les systèmes d'exploitations récents Linux ou Windows par exemple n'utilisent plus ces anciens systèmes d'accès et se réservent dès leur lancement la gestion de la totalité de la mémoire disponible.